# فيتور أوليفيرا
فيتور أوليفيرا (بالبرتغالية: Vítor Manuel Oliveira‏) هو مدرب كرة قدم ولاعب كرة قدم برتغالي في مركز الوسط، ولد في 17 نوفمبر 1953 في ماتوسينهوس في البرتغال، وتوفي في 28 نوفمبر 2020. لعب مع سبورتينغ براغا ونادي ليتشويس.

## وصلات خارجية
- فيتور أوليفيرا على موقع قاعدة بيانات كرة القدم.إي يو (الإنجليزية)
- فيتور أوليفيرا على موقع عالم كرة القدم.نت (الإنجليزية)